# Adobe LiveCycle PDF Generator
Adobe LiveCycle PDF Generator（あどび・らいぶさいくる・ぴーでぃーえふ・じぇねれーた）はサーバサイトで、Postscript (PS) からPDFを生成するソフトウェアである。
Acrobat Distiller Server（PSをPDFに変換するCUIツール。既に販売終了している）とAcrobat Elements Serverの後継製品で特に後者の色合いが強い製品である。J2EE対応であり、別途ウェブアプリケーションサーバ（JBoss、IBM WebSphere Application Server、BEA WebLogic Server）とデータベース管理システム（IBM DB2、Oracle Database、さらにWindows版とLinux版のみサポートだがMySQLと  Microsoft SQL Server）が必要になる。
Adobe LiveCycle Policy Server や Adobe LiveCycle Document Security との連携でPDFの管理が容易になる。ウェブ上での開示管理もサポートされる。
購入はアドビマスターソリューションズリセラーからとなる。